# Lago Grenon
O Lago Grenon É um lago localizado junto à cidade de Montana no cantão de Valais, na Suíça. Está localizado a uma altitude de 1497 m, sua superfície é de 3,5 ha.